# 毎日経済新聞
毎日経済新聞（まいにちけいざいしんぶん）は、韓国の毎日経済新聞社が発行する日刊の大手経済新聞。略称は毎経。
1966年3月24日に毎経の創業者鄭進基(1929~1981、全羅南道ナジュ生まれ)によって第1号の新聞が発刊された。1979年7月には姉妹誌として『週刊毎経』（現在の毎経エコノミー）が創刊された。また1978年からは『会社年鑑』を毎年発行している。
1981年に紙面が12面に拡大されたことを契機として、消費者運動、中小企業育成、労使協調の強化・拡大など5つのキャンペーンを毎年展開している。1996年9月より縦書きから横書き紙面となっている。
姉妹誌として『毎経エコノミー』や『毎経PCジャーナル』（1989年1月1日発刊）、『毎経就職ガイド』（1990年10月15日発刊）などがある。
1995年3月に本放送を開始した毎日放送（旧毎日経済TV、ケーブルテレビ局）も運営している。なお、大邱市にある毎日新聞、あるいは日本の毎日新聞とは直接的な関係はない。一方、日本の日本経済新聞社には、一時若手人材を韓国から研修に送り出していたことがある。日経テレコンには、毎経の英文サイト「MK English News」のニュースが収録されている。
2000年からは、現会長の張大煥が世界経済フォーラム（ダボス会議）を参考に世界知識フォーラム（World Knowledge Forum http://www.wkforum.org)を立ち上げ、毎年国際会議を開いている。

## 沿革
- 1966年3月24日：第1号の新聞が発刊（1日4面）。
- 1967年3月24日：鳳凰大賞制定。マスコミ初の消費者保護運動を展開。
- 1967年11月4日：産学協同運動の展開。
- 1967年11月5日：グラフィックデザイン学科セミナー開催。
- 1970年1月24日：広告研究センターを新設。
- 1971年3月24日：エコノミスト賞を制定。
- 1974年5月3日：韓国広告人大賞制定。
- 1975年3月24日：全国民意識調査を実施。
- 1977年3月24日：編集局に証券部を新設。
- 1978年3月1日：世宗研究所を新設
- 1978年8月15日：『会社年鑑』を発行。
- 1979年6月1日：編集局に流通経済部、海外部、統計分析部を新設。
- 1979年7月5日：『週刊毎経』（現在の『毎経エコノミー』）創刊
- 1979年8月7日：第1回日韓合同広告セミナーを開催。
- 1980年4月12日：第1回メギョンオープンゴルフ選手権大会及びアジアゴルフサーキット
- 1981年5月1日：中小企業育成キャンペーンを展開。
- 1982年1月31日：全国巡回経済教室講演会
- 1983年1月5日：科学技術賞を制定。
- 1983年4月27日：『商品大辞典』を出版
- 1983年5月23日：毎経文庫シリーズを発刊。
- 1984年2月15日：毎経経済図書文化賞を制定。
- 1984年6月12日：本紙マイクロフィルム版制作普及
- 1984年7月24日：鄭進基言論文化賞を制定。
- 1984年11月1日：編集局に科学技術部を新設。
- 1984年12月15日：『経済新語辞典』を発刊
- 1985年5月28日：第1回公認仲介士特別講座
- 1985年9月3日：毎経メディア設立
- 1985年11月15日：毎経創刊20周年記念大学生経済論文懸賞の公募
- 1986年1月30日：編集局に中小企業部を新設
- 1986年6月5日：韓日ハイテクセミナーを開催
- 1987年8月15日：編集局に地方部を新設
- 1988年2月3日：毎経ビジネスセンターを開設
- 1988年4月1日：海外学者経済コラムを新設
- 1988年4月15日：経済相談コラムを新設
- 1988年10月14日：国際経営情報英文ニュースレター（IBSK）アメリカで発刊
- 1988年11月1日：毎経指数開発（百種目3年毎に改編）。
- 1988年11月2日：毎経電子新聞（MEET）サービス開始
- 1989年1月1日：『毎経PCジャーナル』発刊
- 1989年5月2日：第1回証券大学講座開催
- 1989年5月12日：全国巡回証券講演会
- 1989年5月15日：第1期囲碁女王戦
- 1989年10月16日：ソ連と初めて提携して韓国特集を制作
- 1989年11月7日：第1回経済政策大討論会を開催
- 1989年11月27日：毎経コンピューターセンターを開設
- 1989年11月30日：第1回体育部長官杯、全国実業人ゴルフ選手権大会を開催。
- 1990年5月30日：生活情報誌『シティライフ』創刊
- 1990年11月15日：『毎日経済就職ガイド』創刊
- 1991年3月24日：毎日経済研究所設立
- 1991年11月11日：毎日経済研究所開発「経済予測モデル」発表
- 1992年1月1日：毎経ビジネスセンターの拡大改編
- 1992年8月24日：全面電算制作実施
- 1993年2月27日：朝刊発行を決定
- 1993年9月13日：毎日経済TV設立
- 1994年4月1日：總合就業情報システム「毎経SCOUT」稼働
- 1995年1月16日：会社年鑑のCD-ROM制作
- 1995年3月1日：毎日経済TV（MBN）本放送開始
- 1995年9月15日：毎経研究院発足
- 1996年9月16日：全面横書きの断行、題号の変更
- 1997年1月・12月：「インターネット毎経」ホームページ改編
- 1999年11月：毎日経済新社屋上棟式

出典：毎日経済ホームページ회사연혁 （会社沿革）